# Teologia prática
A teologia prática refere-se à aplicação prática da teologia à vida quotidiana.
Segundo o teólogo cristão Richard Osmer, a teologia prática parte de quatro questões-chave, que se desdobram em quatro tarefas:
1. O que está acontecendo? ⇒ tarefa empírico-descritiva
2. Por que está acontecendo? ⇒ tarefa interpretativa
3. O que deve acontecer? ⇒ tarefa normativa
4. Como devemos responder? ⇒ tarefa pragmática

## No catolicismo
A teologia prática católica estuda a catequese, o governo e as acções de santificação ou de outra natureza da Igreja Católica no mundo. Estuda também o modo como a Igreja comunica a sua fé e as suas verdades. Esta teologia cristã pode ser dividida em:
- Teologia litúrgica  ou teologia da liturgia, que estuda os múltiplos ritos ou actos de adoração e culto da Igreja nas suas mais diferentes expressões - sacramentos (que também é tratada pela teologia sacramental), orações, missa, etc. -, incluindo, no caso católico, os de piedade popular - devoções, dias santos, etc;[2]
- Teologia do Direito Canónico, que se refere aos mandamentos dados por Jesus Cristo à Igreja, enquanto sociedade hierarquizada, e ao poder da Igreja de legislar (direito canónico);
- Teologia pastoral, que cuida da aplicação dos ensinamentos teológicos à acção pastoral da Igreja e à vida quotidiana de cada crente, incluindo a sua formação.
- Teologia espiritual, que estuda a trajetória do espírito humano para atingir a perfeição e a santidade.[3][4] Esta teologia engloba:
  - a teologia ascética, que tem por objeto próprio a teoria e a prática da perfeição cristã até aos umbrais da contemplação infusa, e
  - a teologia mística, que tem por objeto a teoria e a prática da vida contemplativa.[5]